# Gunnar Furhammar
Gustaf Gunnar Teodor Furhammar, född 1 mars 1896 i Norra Solberga församling i Jönköpings län, död 4 mars 1944 i Falu Kristine församling i Kopparbergs län, var en svensk predikant, författare och esperantist.
Gunnar Furhammar var son till muraren Karl Jakob Karlsson och Hilda Maria Kull. Han flyttade redan före skolåldern till Eksjö tillsammans med brodern Josef Furhammar och föräldrarna, men blev tidigt faderlös. Furhammar kom att bli frikyrkopastor och hade sin sista anställning hos Dalarnas Ansgariiförening, där han verkade under 16 års tid. Han var ett känt namn inom esperantokretsar, inte bara i Sverige utan även utomlands, och författade flera böcker i ämnet.
Furhammar gifte sig 1924 med Ruth Björklund (1888–1962) och fick sönerna Per (född 1925) och Erik (född 1927). Han är begravd på Eksjö nya kyrkogård.